# Nephodia clara
Nephodia clara är en fjärilsart som beskrevs av Paul Dognin 1895. Nephodia clara ingår i släktet Nephodia och familjen mätare. Inga underarter finns listade i Catalogue of Life.